# Haemanthus crispus
Haemanthus crispus är en amaryllisväxtart som beskrevs av Deirdré Anne Snijman. Haemanthus crispus ingår i släktet Haemanthus och familjen amaryllisväxter. Inga underarter finns listade i Catalogue of Life.